# Two: Thirteen
Two: Thirteen en Norteamérica o 2:13 en Argentina es una película de terror y suspenso psicológico de 2009, dirigida por Charles Adelman  y protagonizada por Mark Thompson, Pellegrino Marcos, Teri Polo, y Kevin Pollak.

## Trama
A pesar de sufrir un traumático hecho pasado y luchar contra un problema con la bebida, Russell Spivey un exitoso policía especialista en perfiles criminales, vuelve a su trabajo con su equipo después de una temporada de baja psiquiátrica, encontrándose tras la pista de un asesino en serie. Spivey debe dejar de lado sus problemas personales y hacer lo que mejor sabe hacer , profundizar en la mente de un asesino. Cada víctima se encuentra con una máscara (un objeto demasiado familiar relacionado con su propia infancia) y varios juegos de palabras que lo dejan perplejo. El detective deberá ponerse al día con el Asesino enmascarado antes de que pierda todo el que ama y su futuro se vuelva tan oscura como su pasado.

## Elenco
- Mark Thompson como Russell Spivey.
- Mark Pellegrino como John Tyler.
- Teri Polo como Amanda Richardson.
- Kevin Pollak como Dr. Simmons
- Dwight Yoakam como Sandy.
- Jere Burns como Jeffrey.
- Greg Cromer como Jacobs.
- Lyman Ward como el jefe de la policía.
- Kenton Duty como Russell Spivey en versión niño.
- Jonathan Decker como John Tyler en versión niño.